# Velryba (film)
Velryba (v anglickém originále The Whale) je americký psychologický dramatický film z roku 2022, který režíroval Darren Aronofsky. Film je založen na scénáři Samuela D. Huntera jeho stejnojmenné divadelní hry z roku 2012. Hlavní role ve filmu ztvárnili Brendan Fraser, Sadie Sink, Hong Chau, Ty Simpkins a Samantha Mortonová. Film sleduje, jak se Charlie, morbidně obézní učitel angličtiny, izoluje od světa a snaží se obnovit svůj vztah se svou dospívající dcerou.
Celosvětová premiéra proběhla dne 4. září 2022 na 79. ročníku Benátského filmového festivalu. V Česku byl film uveden do kin dne 16. února 2023. Film získal polarizující recenze od kritiků, ačkoli herecké výkony (zejména Frasera, Sink a Chau) byly vyzdvihovány. Fraser za svůj výkon získal Oscara, Critics' Choice Movie Awards a Cenu sdružení filmových a televizních herců. Film získal také Oscara za nejlepší masky a obdržel nominaci za nejlepší herečku ve vedlejší roli pro Chau.

## Obsazení
| Brendan Fraser     | Charlie, obézní a samotářský učitel angličtiny                              |
| Sadie Sink         | Ellie, Charlieho odcizená dospívající dcera                                 |
| Hong Chau          | Liz, nejlepší přítelkyně Charlieho a zdravotní sestra, která se o něj stará |
| Ty Simpkins        | Thomas, křesťanský misionář                                                 |
| Samantha Mortonová | Mary, bývalá manželka Charlieho a matka Ellie                               |
| Sathya Sridharan   | Dan, muž rozvážející pizzu                                                  |